# Сховище газу Ньюкасл
Сховище газу Ньюкасл — інфраструктурний об'єкт газової промисловості Австралії на сході країни.
Сховище ввели в дію у 2015 році. Його особливістю стало те, що зберігання газу організували не у підземних об'єктах (винажених покладах чи кавернах), а у наземному резервуарі ємністю 63 тисячі м3, що дозволяє зберігати до 30 тисяч тонн зрідженого природного газу (близько 40 млн м3). Як наслідок, майданчик має кріогенне обладнання для зрідження та регазифікації. Також можливе відвантаження продукції споживачам у зрідженому вигляді за допомогою автотранспорту.
Сховище має добову потужність на відбір на рівні 3,2 млн м3 при багаторазово меншому показнику по зрідженню — лише 0,27 млн м3.
Сполучення сховища з газотранспортною системою забезпечує перемичка довжиною 5,5 кілометра до системи Сідней – Ньюкасл.